# Katarzyna Tusk
Katarzyna Tusk-Cudna (ur. 16 października 1987 w Sopocie) – polska szafiarka i blogerka.
Współautorka lifestylowego bloga Make Life Easier (2011), na którym publikuje swoje stylizacje modowe oraz porady dotyczące mody i urody. Zaliczana do grona najbardziej rozpoznawalnych blogerek w Polsce, a jej blog uchodzi za jeden z najpopularniejszych w polskiej blogosferze.

## Życiorys

### Rodzina i edukacja
Urodziła się i dorastała w Sopocie jako córka Małgorzaty i Donalda Tusków. Ma starszego o pięć lat brata, Michała.
W październiku 2011 ukończyła studia ze specjalizacją „seksuologia kliniczna” w Szkole Wyższej Psychologii Społecznej, uzyskując tytuł magistra psychologii. W trakcie studiów dorywczo pracowała w butiku „Kwadrat” i była nianią.

### Kariera zawodowa
Wiosną 2007 w parze ze Stefano Terrazzino została półfinalistką piątej edycji programu rozrywkowego TVN Dancing with the Stars. Taniec z gwiazdami. Występy w programie zapewniły jej szeroką rozpoznawalność i wzbudziły zainteresowanie w mediach, głównie ze względu na fakt, iż jest córką Donalda Tuska.
W marcu 2011 wraz z Zofią Cudny założyła fotoblog Make Life Easier, na którym dokumentuje swoje codzienne życie i opisuje nowinki modowe i kosmetyczne. W okresie od września do listopada 2011 blog obserwowało ponad 200 tys. internautów miesięcznie. Od października 2011 do marca 2013 prowadziła własną rubrykę pt. „Trendy Kasi Tusk” na łamach dwutygodnika lifestyle’owego „Flesz” wydawnictwa Edipresse Polska. W listopadzie 2011 znalazła się na 100. miejscu zestawienia „100 najbardziej wpływowych Polaków” według magazynu „Wprost”. W lutym 2012 otrzymała nagrodę specjalną od serwisu Onet.pl za „szczególne zasługi dla polskiej blogosfery” podczas gali finałowej konkursu Blog Roku. W 2014 otrzymała Zalando Blogger Award za najlepszy żeński blog roku.
W grudniu 2011 wraz z Zofią Cudny otworzyła sklep internetowy Make Cooking Easier, na którym sprzedawały akcesoria kuchenne.
We wrześniu 2012 ogłoszono, że będzie prowadzić warsztaty dotyczące mediów społecznościowych w branży fashion w niepublicznej Viamoda Industrial Szkole Wyższej w Warszawie. W 2013 zasiadła w jury 21. Międzynarodowego Konkursu dla Projektantów Ubioru „Złota Nitka” w Łodzi. W lipcu 2016 wydała poradnik o modzie pt. „Elementarz stylu”, a we wrześniu 2017 – książkę o fotografii „Make Photography Easier”; obie publikacje ukazały się nakładem wydawnictwa „Muza”. Również w 2017 uruchomiła z Joanną Wiktorowską autorską markę odzieżową MLE Collection oraz została redaktorką magazynu o modzie „L’Officiel Polska” wydawanym przez Kustra Group. W 2018 zaangażowała się w kampanię reklamową marki kosmetycznej Tołpa.

## Życie prywatne
Od 2014 jest żoną architekta Stanisława Cudnego, z którym ma dwie córki. Mieszkają w Sopocie.
Prowadzi działalność charytatywną, m.in. włącza się w działania Wielkiej Orkiestry Świątecznej Pomocy. Zabiera głos w bieżącej debacie publicznej i w sprawach ważnych społecznie poprzez swoje konta w mediach społecznościowych. Ma przekonania liberalne.